# Курилівка (Новгород-Сіверський район)
Кури́лівка — село в Україні, у Понорницькій селищній громаді Новгород-Сіверського району Чернігівської області. Населення становить 116 осіб. До 2020 орган місцевого самоврядування — Мезинська сільська рада.

## Географія
Селом тече річка Студенка.

## Історія
За статистичними даними 1859 р. в казенному селі Курилівка Кролевецького повіту нараховувалося 27 дворів, де проживало 176 мешканців (86 ч., 90 ж.). Курилівка була розташована на правому березі річки Лоски, правобічній притоці Десни. Курилівські землі тяглися по обидвох берегах Лоски від деснянського лугу на сході до села Сухомлинівка на заході – 3 версти. На правому березі Лоски знаходився Курилівський Бір, якраз напроти Тиманівського бору, що на лівому березі Десни. 
За даними Генерального межового плану 1869 р. площа Курилівського бору, приналежного відомству Чернігівського управління Держмайна, становила 200 десятини. Бір позначений на межовому плані літерою К-3. Казенне село Курилівка позначена в межах земель села Ігнатівка Кролевецького повіту.
За даними статистичного перепису 1883 р., площа курилівських земель, без врахування Курилівського бору, становила 262 десятини, з них 55 десятин займали садиби курилівців, 117 десятин – пашня, 71 дес. – сінокіс, 19 дес. – ліс. У 1883 р. у Курилівці нараховувалося вже 46 дворів, 265 мешканців (139 ч., 126 ж.), лише 4 курилівця були грамотними. У середньому на один курилівський двір припадало 5,7 десятин землі. Безземельних дворів в Курилівці не було. Один курилівський  двір мав до одної десятини землі, 10 дворів – від 1 до 3 дес., 11 дворів – від 3 до 5 дес., 19 дворів – від 5 до 10 дес., 4 двори – від 10 до 15 дес., 1 двір – від 15 до 25 дес. З рогатої худоби в селі було 3 волів, 59 корів, 19 голів молодняка. Коней було 95, лошат – 15, овець – 87, свиней – 66, кіз – 5. 
У казенному Курилівському борі ліс займав 188 десятин, 4 десятини були під садибами, 5 десятин – під пашнею та 3 десятини було незручної землі. Курилівський бір не вирубувався. Курилівці займалися сплавом лісу з Лосківського та Карасівського борів. Вони ганяли плоти по Десні та Дніпру не далі Кременчука [2, с. 8]. За спогадами старожилів, спочатку колоди сплавляли по Лосці до Десни. Сплавники направляли баграми колоди за течією річки до гребель. У ставках біля млинів підіймали рівень води, закривали шандори (заставки). Потім підганяли і вирівнювали колоду до колоди й направляли в стрімкий потік по дерев'яній ринві, стежачи за тим, щоб колоди не пошкодили її. У весняні паводки ліс не сплавляли, щоби уникнути руйнування земельних гребель та їхніх пропускних споруджень. Щовесни деякі курилівці їздили працювати хліборобами на Дон.
Найстарішим урочищем на курилівських землях є Стовпище (нині Дубина), розташоване в деснянському лузі за Курилівкою, там був сінокіс Лосківської обителі Новгород-Сіверського Спаського монастиря, за даними Генерального опису Лівобережної України 1766 р. За переказом найдавнішим урочищем є Накот – дорога вимощена з колод шведами в 1708 р. для проходження їхнього війська по болоту, по греблі від Карасівки до Курилівки. Легендарним урочищем є Татарське Кладовище на місці битви сіверців з татарами в ХІІІ столітті. Найціннішим для археології є піщана тераса на східному краю Карасівського Бору, що зветься Попова. Там люди жили безперервно майже 7 тисячоліть починаючи з мезоліту. Човен мезолітиків був знайдений у 1972 р. на всохлому Голому Болітці. Півострів Хуторище також має в собі 9 археологічних культур. Найсвятішим урочищем є древнє сіверське святилище на трикутному плато  – Весела гора.
12 червня 2020 року, відповідно до розпорядження Кабінету Міністрів України № 730-р «Про визначення адміністративних центрів та затвердження територій територіальних громад Чернігівської області», увійшло до складу Понорницької селищної громади.
19 липня 2020 року, в результаті адміністративно-територіальної реформи та ліквідації Коропського району, увійшло до складу Новгород-Сіверського району Чернігівської області.

## Видатні люди
- Куриленко Василь Єлисейович (17.09.1930-16.03.2011) Радянський та український археолог, історик, митець, засновник Мезинського археологічного науково-дослідного музею.